# Вилья-Лусурьяга
Вилья-Лусурьяга (исп. Villa Luzuriaga) — город в Аргентине в провинции Буэнос-Айрес в муниципалитете Ла-Матанса.

## История
В начале XX века в этих местах существовало ранчо «Лас-Маргаритас», поэтому построенная здесь железнодорожная станция и возникший вокруг неё посёлок изначально носили название «Вилья-Лас-Маргаритас». Однако впоследствии они были переименованы в «Вилья-Хенераль-Лусурьяга» (в честь генерала Торибио де Лусурьяги, сражавшегося за независимость Перу и Аргентины от Испании), а затем это название сократилось до «Вилья-Лусурьяга».
В 2009 году Вилья-Лусурьяга получила статус города.